# Копиевата
Копиева́та (укр. Копіювата) — село в Каневском районе Черкасской области Украины.
Население — 306 человек. Почтовый индекс — 19040.